# Coltrane (Album)
Coltrane ist ein Jazz-Album von John Coltrane, aufgenommen in Englewood Cliffs, New Jersey in vier Sessions vom 11. April 1962 bis 18. September 1962 und veröffentlicht auf Impulse! Records.

## Das Album
Die LP mit dem vollständigen Titel Coltrane - The John Coltrane Quartet war das erste vollständige Studioalbum des Tenorsaxophonisten mit seinem klassischen Quartett aus McCoy Tyner, Jimmy Garrison und Elvin Jones.
Die meisten Titel entstanden in der Zeit kurz vor seiner Zusammenarbeit mit Duke Ellington
(Duke Ellington & John Coltrane, AS 30) und den Aufnahmen für das Ballads-Album (AS 32), auf dem Coltrane ausschließlich Standards-Material in langsamen und mittlerem Tempo aufnahm. Diese Konzentration auf Standards findet auch auf dem Coltrane-Album statt; als einzige Eigenkompositionen erschienen auf der Original-LP die Titel Tunji und Miles’ Mode
Bei den zwei April- und drei Juni-Sessions nahm Coltrane noch weitere Stücke auf, um Material zur Auswahl zu haben; davon hat sich jedoch lediglich der Titel Big Nick erhalten, da er zu dieser Zeit auf dem Album The Definitive Jazz Scene, Vol. One erschienen war. Als Coltrane im September 1962 zwei Titel für das Ballads-Album aufnahm, entstand auch Up ’Gainst the Wall, das zuerst auf der Impressions-LP (AS 42) veröffentlicht wurde. Als bedeutendster Titel des Albums gilt das 14-minütige Out of This World, eine Komposition von Harold Arlen und Johnny Mercer, die Coltrane bis zu seinen späten Aufnahmen (Live in Seattle, 1965) im Programm haben sollte. „Von der Rhythmusgruppe angetrieben, spielt Coltrane ein Solo, das von Takt zu Takt ekstatischer wird, jedoch stets den Bezug zum Thema erkennen lässt. Tyners Solo ist etwas ruhiger, er geht von wenigen Linien aus, die er in ständigen Variationen wiederholt.“
Es folgt die harmonisch raffinierte Ballade Soul Eyes des Pianisten Mal Waldron, mit dem Coltrane in seiner Prestige-Ära zusammengearbeitet hatte. Der Titel sei eine Referenz weniger an die Vokalmusik als vielmehr an Soul als Indikator von „schwarz-sein“ oder „schwarzer Realität“, so der Autor Brian Priestley. Nach Tyners Solo sprengt Coltranes Improvisation „fast den harmonischen Rahmen, löst sich dann aber wieder überraschend in das Thema auf.“
Frank Loessers Komposition aus dem Jahr 1952, The Inch Worm in Dreivierteltakt, geschrieben für den Film Hans Christian Andersen und die Tänzerin,
zählt für die Jazzkritiker Richard Cook und Brian Morton zu den irritierendsten Titeln des Albums; Coltrane greift hier zum Sopransaxophon.
Es folgt der langsame Blues Tunji, gewidmet dem afrikanischen Schlagzeuger Babatunde Olatunji, mit dem Coltrane befreundet war, dann Miles’ Mode mit einem extrovertiert spielenden Coltrane. Elvin Jones unterstützt mit enormer Schubkraft das Spiel des Saxophonisten.
Den Bonus-Track Big Nick widmete Coltrane dem Saxophonisten Big Nick Nicholas. Als zweiter Bonus-Track folgt das musikalisch und chronologisch zu den
Coltrane-Sessions gehörende Up ’Gainst the Wall.

## Bewertung des Albums
Richard Cook und Brian Morton, die in ihrem Penguin Guide to Jazz, der 1997 erschienenen Neuausgabe des Albums die zweithöchste Bewertung verliehen, heben besonders die Bedeutung des Titels Out of This World hervor. Auch der All Music Guide verleiht dem Album die zweithöchste Bewertung.

## Editorische Hinweise
Nach der 1997 um die zwei Titel Big Nick und Up ’Gainst the Wall erweiterten Einzel-CD-Ausgabe erschien 2002 eine Doppel-CD mit weiterem Material, darunter dem bislang verschollenen Studio-Versionen von Impressions (2 takes), dem Titel Not Yet und alternate takes von Miles’ Mode und Tunji.

## Die Titel

### Das Original-Album
- John Coltrane Quartett – Coltrane (Impulse AS 21)
  1. Out of This World (Arlen/Mercer) 14:01 (19. Juni 1962)
  2. Soul Eyes (Mal Waldron) 5:23 (19. Juni 1962)
  3. The Inch Worm (Frank Loesser) 6:15 (11. April 1962)
  4. Tunji (Coltrane) 6:32 (29. Juni 1962)
  5. Miles’ Mode (The Red Planet) (Coltrane) 7:30 (20. Juni 1962)
- Das Impulse-Album ist nicht zu verwechseln mit dem 1957 erschienenen gleichnamigen Album Coltrane (PR 7105), das John Coltrane für Prestige Records ausgenommen hatte.

### Wiederveröffentlichung als Einzel-CD
- John Coltrane Quartett – Coltrane (Impulse IMP 12152, erschienen 1997)[8]
  1. Out of This World (Arlen/Mercer) 14:01 (19. Juni 1962)
  2. Soul Eyes (Mal Waldron) 5:23 (19. Juni 1962)
  3. The Inch Worm (Frank Loesser) 6:15 (11. April 1962)
  4. Tunji (Coltrane) 6:32 (29. Juni 1962)
  5. Miles’ Mode (The Red Planet) (Coltrane) 7:30 (20. Juni 1962)
  6. Big Nick (Bonustrack) (Coltrane) 4:04 (Bonustrack[9]) (11. April 1962)
  7. Up ’Gainst the Wall (Coltrane) 3:13 (Bonustrack[10]) (18. September 1962)

### Wiederveröffentlichung als Doppel-CD
- John Coltrane Quartett – Coltrane (Impulse 589567, erschienen 2002)

Disc One
1. Out of This World (Harold Arlen, Johnny Mercer) – 14:04
2. Soul Eyes (Mal Waldron) – 5:25
3. The Inch Worm (Frank Loesser) – 6:14
4. Tunji (John Coltrane) – 6:32
5. Miles’ Mode (Coltrane) – 7:31

Disc Two
1. Not Yet (McCoy Tyner) – 6:13
2. Miles’ Mode – 7:08
3. Tunji – 10:41
4. Tunji – 7:55
5. Tunji – 7:16
6. Tunji – 7:48
7. Impressions (Coltrane) – 6:32
8. Impressions – 4:33
9. Big Nick (Coltrane) – 4:28
10. Up ’Gainst the Wall (Coltrane) – 3:15

## Weblink
- Coltrane bei AllMusic (englisch)